# Asan
Asan (Hán Việt: Nha Sơn) là một thành phố của tỉnh Chungcheong Nam tại Hàn Quốc. Thành phố nằm ở phía nam của vùng thủ đô Seoul. Dân số thành phố xấp xỉ 250.000 người. Hiện nay, Asan là một trong những thành phố năng động và có tốc độ phát triển kinh tế hàng đầu của Hàn Quốc. Asan được biết đến với các suối nước nóng và là một thành phố của spa. Thành phố cũng phát triển đến ngôi làng lân cận là Onyang-dong, cũng được biết đến với các suối nước nóng.

## Giao thông
Thành phố Asan có một ga của tuyến tàu tốc hành KTX chia sẻ cùng với thành phố Cheonan lân cận Ga Cheonan–Asan. Mất khoảng 30 phút để đi từ Asan đến Seoul bằng tàu KTX. Thành phố cách sân bay quốc tế Incheon khoảng 2 giờ đi xe. Hệ thống tàu điện ngầm Seoul kéo dài một tuyến đến Asan từ tháng 12 năm 2008. Hai quốc lộ là Seoul-Busan và cao tốc Duyên hải phía Tây đi qua Asan.

## Công thương
Các công ty như Hyundai Motor, Samsung LCD, và Samsung Electronic có nhà máy tại Asan. Tổng cộng thành phố có 14 tổ hợp công nghiệp với các lĩnh vực phụ tùng ô tô, đồ điện tử và các nhà máy khác.

## Giáo dục
Asan có 5 trường đại học.
- Đại học Thông tin và Bách khoa Công nghệ Asan
- Đại học Seonam
- Đại học Soonchunhyang
- Đại học Sun Moon
- Đại học Hoseo

## Lịch sử hiện đại
- Năm 1983, việc thay đổi các xã (ri) và thị trấn (myeon) được tiến hành.
- Năm 1986, Onyang eup (thị trấn) của Asan được tách ra và thành phố đọc lập Onyang được hình thành.
- Năm 1995, thành phố Onyang và Asan hợp nhất thành thành phố Asan.

## Danh nhân
Danh nhân có liên hệ với Asan bao gồm Yun Po Sun, nguyên Tổng thống Hàn Quốc.
Đô đốc Yi Sun-sin, người đã đánh bại hải quân Nhật Bản vào thế kỷ thứ 16, sống một thời gian tại Asan. Có một bản sao tiểu họa một tàu con rùa nổi tiếng vì gắn với đô đốc Yi nằm ở ngoại vi thành phố.